# قلمرو پادشاهی پیندوس
قلمروی پادشاهی پیندوس (آرومانی: Printsipat di la Pind) دولت دست‌نشانده ایتالیای فاشیستی در یونان بود.